# Luis Mosquera
Luis Bolivar Mosquera Clavijo (Quito, 14 dicembre 1964) è un ex calciatore ecuadoriano, di ruolo difensore.

## Carriera

### Club
Ha sempre giocato nel campionato ecuadoriano.

### Nazionale
Con la maglia della Nazionale ha partecipato alla Copa América nel 1987.